# And You Thought There Is Never a Girl Online?
Netoge no Yome wa Onna no Ko Janai to Omotta? (яп. ネトゲの嫁は女の子じゃないと思った? Нэтогэ но ёмэ ва онна но ко дзя най то омотта?, «А ты думал, что твоя жена в онлайн-игре на самом деле не девушка?») — серия лайт-новел, написанная Сибаи Кинэко и проиллюстрированная Сайто Хисаси. ASCII Media Works опубликовали девять томов с 2013 года. Манга-адаптация с иллюстрациями Кадзуи Исигами выпускается в журнале Dengeki G's Comic с 30 августа 2014 года. Аниме-адаптация студии Project No.9 транслировалась с 7 апреля по 23 июня 2016 года.

## Сюжет
Хидэки Нисимура, старшеклассник, играющий в онлайн игру Legendary Age (рус. «Легендарный век») под именем Русиан дал обещание, что не будет жениться в игре. Дело в том, что однажды он был влюблён в девушку из игры и хотел на ней пожениться, но эта девушка в реальном мире оказалась парнем. Два года спустя Хидэки знакомится с девушкой по имени Ако, также являющейся игроком в Legendary Age, которая находится в той же гильдии, что и он. Спустя некоторое время она признаётся ему в своих чувствах и говорит, что хочет выйти за него замуж в игре. Хидэки сперва верен своей клятве, но потом всё-таки соглашается.
Однажды глава гильдии, в которой состоит Хидэки, предлагает провести «офлайн-встречу», на что все соглашаются. Придя на встречу, Хидэки был потрясён, обнаружив, что все члены гильдии являются девушками, причём все они посещают ту же школу, что и он сам.

## Персонажи
Хидэки Нисимура (яп. 西村 英騎 Нисимура Хидэки) / Русиан (яп. ルシアン)
Сэйю: Тосиюки Тоёнага
Главный герой и рыцарь в Legendary Age. Является мужем Ако внутри игры. Не доверяет девушкам из-за того, что в прошлом признался девушке в игре, а она оказалась парнем.
Ако Тамаки (яп. 玉置 亜子 Тамаки Ако) / Ако (яп. アコ)
Сэйю: Рина Хидака
Главная героиня, является лекарем в Legendary Age. Является женой Хидэки в игре. Она с трудом отличает игровой мир от реального, и из-за этого в реальности всех называет по их игровым именам; как следствие, считает, что встречается с Нисимурой и в реальной жизни.
Аканэ Сэгава (яп. 瀬川 茜 Сэгава Аканэ) / Швайн (яп. シュヴァイン Сювайн, нем. Schwein)
Сэйю: Инори Минасэ
Член гильдии, в которой состоит Хидэки. Презирает отаку, несмотря на то, что сама таковой является. Из-за незнания немецкого языка выбрала имя «Schwein», которое переводится как «Свинья».
Кё Госёин (яп. 御聖院 杏 Госё:ин Кё:) / Априкот (яп. アプリコット Апурикотто)
Сэйю: Мао Итимити
Лидер гильдии и глава ученического совета. Дочь богатых родителей, во владении которых находится несколько школ.
Нанако Акияма (яп. 秋山 奈々子 Акияма Нанако) / Сетте (яп. セッテ Сэттэ)
Сэйю: Хитоми Овада
Друг Аканэ. Она узнаёт о секрете Аканэ (что она играет в онлайн-игры) и соглашается держать это в тайне. Вскоре после этого сама начинает играть в Legendary Age.
Юи Сайто (яп. 斉藤 結衣 Сайто: Юи) / Нэкохимэ (яп. 猫姫)
Сэйю: Ёсино Надзё
Преподаватель и руководитель клуба. Игрок в Legendary Age. Именно ей признался в своих чувствах Хидэки. В ответ она солгала, сказав, что в реальности является мужчиной.

## Лайт-новел
Первый том был опубликован 10 июля 2013 года издательством ASCII Media Works в журнале Dengeki Bunko. По состоянию на апрель 2016 года были опубликованы 10 томов.
| №  | Дата публикации       | ISBN                   |
| -- | --------------------- | ---------------------- |
| 1  | 10 июля 2013 года     | ISBN 978-4-04-891799-5 |
| 2  | 10 октября 2013 года  | ISBN 978-4-04-866030-3 |
| 3  | 8 февраля 2014 года   | ISBN 978-4-04-866332-8 |
| 4  | 10 мая 2014 года      | ISBN 978-4-04-866572-8 |
| 5  | 9 августа 2014 года   | ISBN 978-4-04-866780-7 |
| 6  | 10 декабря 2014 года  | ISBN 978-4-04-869090-4 |
| 7  | 10 апреля 2015 года   | ISBN 978-4-04-865065-6 |
| 8  | 8 августа 2015 года   | ISBN 978-4-04-865340-4 |
| 9  | 10 декабря 2015 года  | ISBN 978-4-04-865587-3 |
| 10 | 9 апреля 2016 года    | ISBN 978-4-04-865914-7 |
| 11 | 10 июня 2016 года     | ISBN 978-4-04-865956-7 |
| 12 | 8 октября 2016 года   | ISBN 978-4-04-892452-8 |
| 13 | 10 февраля, 2017 года | ISBN 978-4-04-892664-5 |

## Манга
| № | Дата публикации      | ISBN                   |
| - | -------------------- | ---------------------- |
| 1 | 10 марта 2015 года   | ISBN 978-4-04-869365-3 |
| 2 | 10 октября 2015 года | ISBN 978-4-04-865470-8 |
| 3 | 9 апреля 2016 года   | ISBN 978-4-04-865918-5 |
| 4 | 10 июня 2016 года    | ISBN 978-4-04-865919-2 |

## Аниме
Аниме-адаптация создана студией Project No.9, премьера состоялась 7 апреля 2016 года. Открывающей темой является «1st Love Story», а закрывающей «Zero Ichi Kiseki» (яп. ゼロイチキセキ «Чудо нулей и единиц»).

#### Список серий
| № серии | Название серии | Трансляция в Японии |
| ------- | --- | ------------------- |
| 1       | And you thought there is never a girl online? «Нэтогэ но ёмэ ва онна но ко дзя най то омотта?» (ネトゲの嫁は女の子じゃないと思った？)          | 7 апреля 2016 года  |
| 2       | I thought we couldn't play net games at school? «Гакко: дзя нэтогэ ва дэкинай то омотта?» (学校じゃネトゲはできないと思った？)                 | 14 апреля 2016 года |
| 3       | I thought net games and reality were different? «Нэтогэ то риару ва тигау то омотта?» (ネトゲとリアルは違うと思った？)                         | 21 апреля 2016 года |
| 4       | I thought her secret wasn't going to get out? «Ано ко но химицу га барэнай то омотта?» (あの子の秘密がバレないと思った？)                      | 28 апреля 2016 года |
| 5       | I thought reincarnating would give me my big chance? «Тэнсэйсурэба вантян ару то омотта?» (転生すればワンチャンあると思った？)                 | 5 мая 2016 года     |
| 6       | I thought if I declared my love, I was sure to succeed «Кокухакуситара сэйко: какутэй да то омотта?» (告白したら成功確定だと思った？)          | 12 мая 2016 года    |
| 7       | I thought if I went to the beach, I would become a normie? «Уми ни иттара риадзю: ни нарэру то омотта?» (海に行ったらリア充になれると思った？) | 19 мая 2016 года    |
| 8       | I thought I was giving up being a net game husband? «Нэтогэ но данна о акирамэру то омотта?» (ネトゲの旦那を諦めると思った？)                  | 26 мая 2016 года    |
| 9       | I thought if we stayed over, we would get along better? «Отомариситара накаёку нарэру то омотта?» (お泊まりしたら仲良くなれると思った？)       | 2 июня 2016 года    |
| 10      | I thought we would do our best at the culture festival? «Бункасай нара гамбару то омотта?» (文化祭なら頑張ると思った？)                        | 9 июня 2016 года    |
| 11      | I thought we could win by delegating to others? «Таниммакасэ дэ катэру то омотта?» (他人任せで勝てると思った？)                                | 16 июня 2016 года   |
| 12      | My net game wife is a girl online «Нэтогэ но ёмэ ва онна но ко на н дэсу ё!» (ネトゲの嫁は女の子なんですよ！)                                  | 23 июня 2016 года   |